# エコールノルマル音楽院
エコールノルマル音楽院（エコールノルマルおんがくいん、フランス語: École Normale de Musique de Paris, Alfred Cortot）は、フランス・パリにある私立の音楽院。フランスで、音楽教育専門機関に認定されている私立の音楽院は、本校のみである。
オーギュスト・マンジョがピアニストのアルフレッド・コルトーに呼びかけ、1919年に創立、設立された。設立に参画したコルトーは、当時のパリ国立高等音楽院の教育が、演劇や舞台音楽などを含めて専門化・細分化していたことに異議を唱えており、音楽の原初に立ち返った総合教育を行う教育機関が新たに必要という動機を持っていた。その後、ガブリエル・フォーレによるパリ音楽院改革や、教授による双方の教授職の掛け持ち、学生の交流を経て、歴史的対立は影を潜めた。

## 教育
現在に至るまで、フランス国内外の著名な音楽家が講師を務め、また著名な音楽家が多数輩出されている。歴代の講師陣としては、フルートのピエール・イヴ・アルトー、工藤重典、ファゴットのパスカル・ガロワ、ヴァイオリンのジャック・ティボー、室内楽のクリスチャン・イヴァルディ、作曲のアンリ・デュティユー、平義久、アルテュール・オネゲル、ポール・デュカス、オリヴィエ・メシアン、エディット・ルジェ、ミッシェル・メルレ、指揮のピエール・デルヴォー、ドミニク・ルイツなどがいる。
また留学生の受け入れを積極的に行っており、現在では日本や韓国、中華人民共和国、台湾などアジア圏からの留学生が多い。なお、入学に際して年齢制限を設けている国立高等音楽院や地方音楽院、県立音楽院といった国公立の音楽院に対し、私立の音楽院である本校には入学時の年齢制限がない。

### 学科
学科は以下の6学科から構成されており、さらに楽器や分野別に専攻、専門クラスが区分けされている。
- 器楽科
- 声楽科
- 演奏理論科
- 室内楽科
- 理論・エクリチュール・作曲科
- 指揮科

子供、アマチュアクラス、マスタークラス、上級課程、演奏家高等課程などがある。

### 課程

#### 準備課程
- 第一課程
- 第二課程
- 第三課程

#### 上級課程
- 第四課程 修了免状課程(二年間)
- 第五課程 音楽教育課程、音楽演奏課程
- 第六課程 音楽教育高等課程、音楽演奏高等課程

第五課程及び第六課程には教育、音楽演奏の両課程が設置されており、
音楽演奏(高等)課程で学ぶには、音楽教育(高等)課程のディプロム試験に合格する必要がある。

#### 高等課程
- コンセルティスト高等課程(≒コンサーティスト高等課程)
- ペルフェクシオヌマン課程(完成課程)

第六課程音楽高等ディプロムを与えられた器楽および声楽専攻の学生はコンセルティスト高等課程に、作曲専攻などの学生はペルフェクシオヌマン課程に在籍することができる。

#### 専門コース
- フランス音楽専門コース
- オーケストラ実習コース

## サル・コルトー
サル・コルトー (La salle Cortot) はパリのエコールノルマル音楽院の校舎に隣接する中規模のコンサートホール。建築家オーギュスト・ペレによってアール・デコ様式で設計され、現在は歴史的建造物に指定されている。